# 阿克维尔 (芒什省)
阿克维尔（法語：Acqueville，法語發音：[akvil] ⓘ）是法国芒什省的一个旧市镇，属于瑟堡区。2017年，阿克维尔和相邻的其它18个市镇合并为新市镇拉阿格。

## 地理
阿克维尔（49°36'35"N, 1°44'57"W）面积5.79 平方千米，位于法国诺曼底大区芒什省，该省份为法国西北部沿海省份，西、北、东北三面环大西洋，东起顺时针与卡爾瓦多斯省、奧恩省、马耶讷省和伊勒-维莱讷省接壤。
与阿克维尔接壤的市镇（或旧市镇、城区）包括：弗洛特芒维尔阿格、圣克鲁瓦阿格、特尔泰维尔阿格、瓦特维尔。

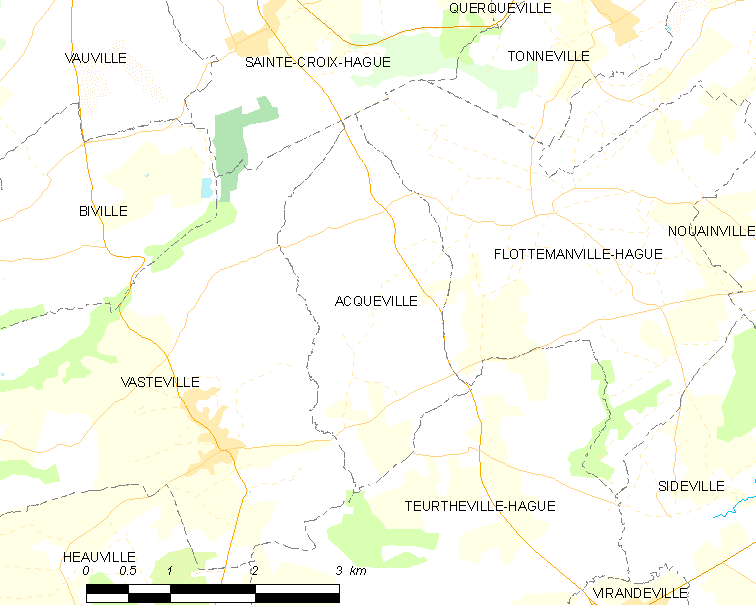
的OSM定位图

阿克维尔的时区为UTC+01:00、UTC+02:00（夏令时）。

## 行政
阿克维尔的邮政编码为50440，INSEE市镇编码为50001。

## 政治
阿克维尔所属的省级选区为拉阿格县。

## 人口

1962-2008年间人口变化图示

阿克维尔于2018年1月1日时的人口数量为632人。